# 英知短期大学
英知短期大学（えいちたんきだいがく）は、兵庫県尼崎市若王寺苗田10-1に本部を置いていた日本の私立大学である。1962年に設置され、1974年に廃止された。大学の略称は英知短大。

## 概要

### 大学全体
- 兵庫県尼崎市に所在した日本の私立短期大学で、設置主体は学校法人英知学院[1]。
- 学校法人百合学院により1962年に開学した[2]。学科は宗教科のみ。
- 1972年度の入学生を最後に[注釈 2]、1974年に短期大学としての使命を終える[注釈 3]。

### 教育および研究
- 主に修道女（但し、男女共学）の養成に重点を置くと同時に、英語教育にも力を入れていた[注 1]。

### 学風および特色
- カトリック精神を基調とする全人教育を根本としていた[5]。

## 沿革
- 1962年
  - 1月20日 左記を以て文部省[注 2]より短期大学の設置が認可される[6]。
  - 4月1日 英知短期大学が以下の学科体制にて開学[6]。
    - 宗教科第二部 入学定員50名
- 1963年
  - 4月1日 この年度の入学生より、宗教科第二部を第一部に変更[注 3]。
- 1970年
  - 4月1日 法人分離を行い、設置者を学校法人百合学院から学校法人英知学院に変更[8]。
- 1972年
  - 4月1日 この年度で短期大学としての学生募集を最終とする[注釈 2]。
- 1974年
  - 3月28日 左記をもって正式に廃止とする[注釈 3]。

## 基礎データ

### 所在地
- 兵庫県尼崎市若王寺苗田10-1[注釈 1]

### 象徴
- カレッジマークは右記資料にあり[11]。

### 年度別学生数
| -      | 入学定員 | 総定員 | 在学者数 | 出典   |
| ------ | -------- | ------ | -------- | ------ |
| 1962年 | 50       | 50     | 男1 女31 | [ 12 ] |
| 1963年 | 50       | 100    | 男0 女24 | [ 13 ] |
| 1964年 | 50       | 100    | 男0 女27 | [ 14 ] |
| 1965年 | 50       | 100    | 男1 女29 | [ 15 ] |
| 1966年 | 50       | 100    | 男0 女24 | [ 16 ] |
| 1967年 | 50       | 100    | 男1 女29 | [ 17 ] |
| 1968年 | 50       | 100    | 男1 女42 | [ 18 ] |
| 1970年 | 50       | 100    | 男0 女21 | [ 19 ] |
| 1971年 | 50       | 100    | 男0 女21 | [ 20 ] |
| 1972年 | 50       | 100    | 男0 女16 | [ 21 ] |
| 1973年 | 50       | 50     | 男0 女7  | [ 22 ] |

## 教育および研究

### 学科
- 宗教科 入学定員50名[注 4]

### 取得資格について
- 教職課程として中学校教諭二級免許状（宗教）が設けられていた[5]。

## 大学関係者と組織
歴代学長
- 田口芳五郎[25]

## 対外関係

### 系列校
- 英知大学

## 卒業後の進路について

### 編入学・進学実績
- 英知大学への編入学制度は原則として認められず[11]。